# 언양중학교
언양중학교(彦陽中學校)는 대한민국 울산광역시 울주군 언양읍 동부리에 있는 공립 중학교이다.

## 학교 연혁
- 1926년 5월 1일 : 울산농업보습학교 (2년제 개교)
- 1946년 9월 15일 : 언양 공립 중학교 (3년제)로 교명 변경
- 1995년 2월 6일 : 현 위치로 교사 이전
- 2021년 9월 1일 : 제31대 신승원 교장 취임
- 2022년 12월 30일 : 제77회 졸업(151명) 졸업생 총수(17,211명)
- 2023년 3월 2일 : 제80회 입학식(170명)

## 참고 자료
- 언양중학교 - 한국교육학술정보원 학교알리미